# Hypselothyrea notabilis
Hypselothyrea notabilis är en tvåvingeart som först beskrevs av Lamb 1914.  Hypselothyrea notabilis ingår i släktet Hypselothyrea och familjen daggflugor.
Artens utbredningsområde är Seychellerna. Inga underarter finns listade i Catalogue of Life.